# Флавий Эводий
Флавий Эводий (Еводий) (лат. Flavius Euodius) — государственный деятель Римской империи второй половины IV века, консул 386 года.
В 385—386 годах занимал пост префекта претория Галлии при императоре Магне Максиме. Характеристики Эводия есть в произведениях Сульпиция Севера. Так, в своей «Хронике» тот, рассказывая о Присциллиане, пишет, что Магн Максим
«…передал дело [Присциллиана] префекту Эводию, мужу строгому и суровому. Тот, за два заседания рассмотрев дело и уличив Присциллиана, не стремившегося даже запираться в своем гнусном учении, в преступлении, ночью, собрав презренных женщин, подослал их к нему, поскольку Присциллиан в это время имел обыкновение молиться один; ночью же об этом объявили всем и взяли Присциллиана под стражу до тех пор, пока не отправят к императору. Обо всем этом доложили во дворец и император решил, что Присциллиана и его сообщников следует приговорить к смертной казни».
Эводий был сделан Максимом консулом, эту почетную должность он занял вместе с сыном императора Феодосия I, будущим императором Гонорием, которому на тот момент не было и двух лет. Хотя Гонорий формально не являлся императором и носил титул nobilissimus puer (с лат. — «благороднейший ребенок»), он, как родственник императора, считался первым консулом и его имя, соответственно, стояло впереди имени Еводия в надписях. В 386 году отношения между Феодосием I, Валентинианом II и Магном Максимом были ещё достаточно ровные, Максим был признан законным соправителем Валентиниана и Феодосия и, соответственно, его консул Еводий был признан во всей империи.
Сульпиций Север упоминает консула Эводия в «Житии Мартина Турского» как одного из влиятельнейших соратников Максима:
«На пир этот собрались, словно на праздничное торжество, главнейшие и выдающиеся мужи префект, он же консул Эводий, муж, для которого никогда никакого закона не существовало, двое комитов, наделенных высшей властью, брат императора и дядя».
Дальнейшая судьба Эводия неизвестна.